# Éric Minardi
Éric Minardi (nascido a 18 de Março de 1956) é um político francês do Reagrupamento Nacional que é membro do Parlamento Europeu desde 2022.